# Halcyon chelicuti
El alción estriado (Halcyon chelicuti) es una especie de ave coraciforme de la familia Halcyonidae que vive en África. Fue descrito científicamente por Edward Smith-Stanley en la obra Salt's Voyage to Abyssinia en 1814, como Alaudo Chelicuti.
El nombre del género Halcyon procede de un ave mitológica que se asocia con el martín pescador en la leyenda de Alcíone. El nombre de la especie chelicuti deriva de Chelicut el emplazamiento en Etiopía donde Stanley obtuvo el espécimen tipo.
Es un ave muy territorial que ahuyenta no solo a los miembros de su misma especie sino también a los alcaudones, palomas y carracas. Su territorio suele ocupar hasta tres hectáreas, y contener 100 árboles altos. Su dueño lo vigila desde la copa de un árbol, y allí canta intermitentemente desde antes del amanecer hasta después del mediodía.

## Distribución y hábitat
Esta especie se extiende por todo el África subsahariana con exceción de las selvas densas (especialmente las de la cuenca del río Congo) y los desiertos de Namibia y Sudáfrica. Por lo que se encuentra en los siguientes países: Angola, Benín, Botsuana, Burkina Faso, Burundi, Camerún, Chad, Costa de Marfil, Eritrea, Etiopía, Gabón, Gambia, Ghana, Guinea, Guinea-Bissau, Kenia, Liberia, Malaui, Malí, Mauritania, Mozambique, Namibia, Níger, Nigeria, República Centroafricana, República del Congo, República Democrática del Congo, Ruanda, Senegal, Sierra Leona, Somalia, Sudáfrica, Sudán, Sudán del Sur, Suazilandia, Tanzania, Togo, Uganda, Zambia y Zimbabue Prefiere las zonas arboladas, las regiones con espinos y matorral seco y la sabana abierta, y evita las zonas de agricultura intensiva.
Hay dos subespecies: H. c. chelicuti extendida por la mayor parte de su área de distribución, y H. c. eremogiton (Hartert, 1921) presente en las zonas más áridas del norte, desde el centro de Malí hasta la región del Nilo Blanco del este de Sudán. Ambas hibridan en el sur de Malí.

## Descripción

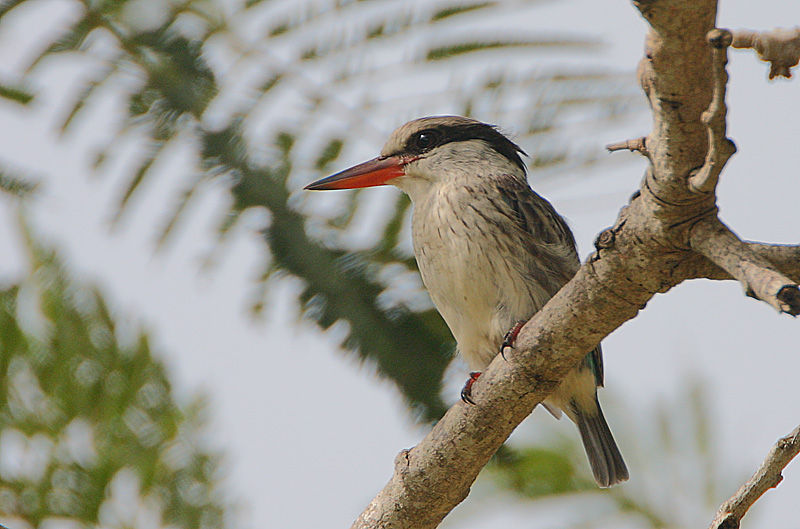
Ejemplar en Gambia.

El alción estriado de la subespecie nominal H. c. chelicuti mide una media de 16 a 18 cm de pico a cola. El adulto cuando está posado tiene la mayor parte de sus partes superiores pardo grisáceas veteadas. El obispillo, las plumas secundarias y la cola son de un color azul metálico, aunque son más visibles cuando está en vuelo, al igual que las manchas blancas de la base de las plumas primarias. Las coberteras de las alas son blancas con bordes negros, y los machos tienen una lista negra en la base de las primarias. Las partes inferiores son blanquecinas, con tonos crema en el pecho, con estrías pardas en los costados en las aves de Kenia, y también en el pecho en las del sur de África. También presenta estriado pardo en el píleo, con fondo crema en los machos y parduzco en las hembras. Tienen una lista negra que atraviesa sus ojos y llega hasta la nuca, separando la zona superior estriada de su cuello blanco. Su pico tiene la parte superior y la punta negruzcos y la inferior rojo anaranjada.
La subespecie norteña H. c. eremogiton tiene el píleo y el manto pardo grisáceos y las partes inferiores casi sin estriado.
Los juveniles se parecen a los adultos aunque son más claros. Tienen las zonas azules de las alas más pequeñas, el píleo más oscuro y las plumas de su pecho tienen las puntas oscuras, además su mandíbula es de un rojo más apagado.
Su canto es un agudo y penetrante «chiir-chirrrrrr» o un sostenido «KIU, kirrrrrrrrr» en los que los sonidos representados mediante erres van descendiendo en tono. A menudo los emiten al amanecer mientras realizan una eshibición de despliegue de alas.

## Comportamiento

### Alimentación
El alción estriado se alimenta principalmente de saltamontes, y otros grandes insectos. Ocasionalmente atrapan lagartijas, serpientes y roedores. Caza desde un posadero a unos 3 metros de altura y se lanzan en picado al suelo para atrapar presas, llegando incluso a lanzarse diez veces por minuto. Se llevan sus presas al posadero y allí se los tragan, las presas grandes las muerden vigorosamente antes.
Los saltamontes que llevan al nido para alimentar a los pollos serán dados al que asome la cabeza primero, al igual que hacen muchas otras especies pertenecientes a Alcedines.

### Reproducción
Las parejas de alción estriado realizan exhibiciones posándose cara a cara con la cola levantada en las copas de los árboles. Agitan las alas desplegadas y las encierran para empezar a cantar. Tras piar sus cantos se transforman en una secuencia de trinos cortos y pausas.
La hembra pone sus huevos en huecos de pájaros carpintero o barbudos africanos abandonados. Los dos miembros de la pareja incuban los huevos durante el día, aunque solo la hembra lo hace de noche. El macho alimenta a la hembra, pero se queda con las presas mientras la hembra arranca trozos. Los indicadores menores y grandes parasitan la puesta hasta en un cuarto de sus nidos.
Esta especie es generalmente monógama, aunque se han registrado casos de poliandria. Los alciones estriados normalmente realizan dos puestas por temporada.